# Toots Thielemans (métro de Bruxelles)
Toots Thielemans est une station de métro en construction du métro de Bruxelles destinée à accueillir la nouvelle ligne 3 du métro de Bruxelles. Raccordée à la station Lemonnier, elle permettra la correspondance avec les trams des lignes 51 et 82 du tramway de Bruxelles.

## Historique
En février 2013, la Région de Bruxelles-Capitale adopte le nouveau contrat de gestion de la STIB. Parmi les projets retenus, celui de construire une ligne 3 de métro entre Forest et Evere est assorti de la conversion de l'axe de prémétro Nord-Sud en métro lourd. Pour ce faire, un nouveau tunnel doit être construit entre les stations Anneessens et Gare du Midi, en remplacement du tunnel Lemonnier. Dès lors, la station Lemonnier sera remplacée par une nouvelle station située sous la place de la Constitution et l'avenue de Stalingrad : la station Constitution.
Le 20 octobre 2017, à la suite du décès du jazzman Toots Thielemans, le ministre bruxellois de la mobilité Pascal Smet annonce que la station Anneessens sera rebaptisée du nom du musicien, ceci en raison de la proximité de la station avec le quartier populaire des Marolles, d'où est originaire Thielemans. Le changement de nom effectif est annoncé pour 2019. Cependant, quelques jours plus tard, le ministre revient sur sa proposition de changement de nom, en raison des réactions négatives des habitants du quartier Anneessens, ainsi que de certaines personnalités politiques locales. Il en revient alors à son idée première : celle de donner le nom de Toots Thielemans à la station de métro qui doit être construite sous la place de la Constitution et l'avenue de Stalingrad, et qui était initialement désignée sous le nom de Constitution,.
Le 17 décembre 2021, le chantier a été mis sous scellés judiciaires après que le Contrôle des Lois Sociales a constaté des irrégularités relatives au respect des règles concernant la sécurité sociale.

## Caractéristiques
Le duo des stations Toots Thielemans et Lemonnier sera multimodale et accueillera métro et prémétro. La nouvelle station en construction sous l'avenue de Stalingrad sera dédiée au tracé de la future ligne 3 du métro de Bruxelles et les quais de la station Lemmonier sous le boulevard du Midi restera à disposition des trams. Quant à eux, les quais de la même station sous le boulevard éponyme ne seront plus utilisés, car non-accessible au futur métro.

## À proximité
- Quartier Midi-Lemonnier